# باتريشيا مويس
باتريشيا مويس (بالإنجليزية: Patricia Moyes)‏ (19 يناير 1923، دبلن في جمهورية أيرلندا - 2 أغسطس 2000، فيرجن غوردا في جزر العذراء البريطانية)؛ كاتِبة مُتخصِّصة في أدب الأطفال، سيناريست، محررة، كاتبة مسرحية، مترجمة وروائية بريطانية.

## روابط خارجية
- باتريشيا مويس على موقع IMDb (الإنجليزية)
- باتريشيا مويس على موقع قاعدة بيانات برودواي على الإنترنت (الإنجليزية)
- باتريشيا مويس على موقع قاعدة بيانات الفيلم (الإنجليزية)